# Concha Hermosilla
Concepción Hermosilla Martínez, conocida artísticamente como Concha Hermosilla, (Madrid, 8 de diciembre de 1940) es una pintora figurativa española.

## Trayectoria
Estudió en la Real Academia de Bellas Artes de San Fernando en 1955, donde se especializó en pintura, grabado y pintura mural. En 1961 recibió una beca de la Dirección General de Bellas Artes y en 1964 participó en la Exposición Nacional de Bellas Artes. Fue la primera mujer en impartir clases de pintura en la Facultad de Bellas Artes de la Universidad Complutense de Madrid. También exhibió su obra en el Salón Femenino y en 1976 en la sala de exposiciones de la Dirección General del Patrimonio Artístico y Cultural. Empezó a grabar en el taller libre del Círculo de Bellas Artes de Madrid a partir de 1977. En sus obras los temas mayoritarios suelen ser paisajes urbanos, bodegones y figuras con notas expresionistas. En 1981 realizó dos grabados, Francia y otro sin título, y en 1983 realizó otro en tinta negra, con una tirada de 50 ejemplares, en aguafuerte y aguatinta, en homenaje a Mariano Fortuny; estas tres obras se encuentra en la Biblioteca Nacional de España.
Hermosilla ejerce una labor docente en la Real Academia de Bellas Artes de San Fernando, y como profesora titular de pintura de la Universidad Complutense de Madrid desde 1989, y entre sus alumnos está la pintora española, Vanesa Blanco Lima. También ha impartido cursos de pintura en el Museo López Villaseñor de Ciudad Real, junto con el pintor español, Víctor Chacón.
Durante su carrera artística, Hermosilla ha participado en diversas exposiciones, tanto individuales como colectivas, a nivel nacional en Madrid, Murcia, Ciudad Real, Gijón, Santander, Granada y Bilbao; como internacional en ciudades como Oslo; y también ha obtenido numerosos premios de pintura. En el 2006, del 27 de octubre al 15 de diciembre, su obra fue seleccionada para plasmar su mirada sobre Pablo Picasso, junto con otros 46 pintores y escultores, como Rafael Canogar, Luis Feito y Martín Chirino y Cecilia Jiménez, en una exposición colectiva Homenaje a Picasso, para conmemorar el 125 aniversario de su nacimiento.
También ha sido jurado en certámenes de arte, como el IV Certamen Nacional de Pintura Rápida Real Sitio de El Pardo, que organizó el Distrito de Fuencarral-El Pardo de  Madrid, en 2011 y en el que participaron 500 artistas y resultaron ganadores siete de ellos.
En 2013, Hermosilla participó en la exposición colectiva El secreto del bolso como parte de la programación del Festival Miradas de Mujeres, y un año después, en 2014, participó en el 30 aniversario de la Galería Van Dyck de Gijón, en una exposición de obras de figuración, costumbrismo, hiperrealismo y abstracción. En 2019, exhibió su trabajo en la muestra Intimísimo, Libros de artista, en la que 25 artistas crearon libros de un solo ejemplar, organizada por espacio Ra del Rey en Madrid.

## Premios y reconocimientos
- 1962 - Premio Especial Figura en el Certamente Nacional.[25]
- 1965 - Segundo premio y Premio Especial de Paisaje en el Certamen Nacional de Arte Juvenil.[25]
- 1965 - Medalla de Plata en el Salón de Arte de Puertollano.[3]
- 1967 - Premio Ayuntamiento de Badajoz en la Exposición Nacional de Bellas Artes.[25]
- 1968 - Molino de Bronce.[25]
- 1968 - Premio Fray Luis de León en la Exposición Manchega de Artes Plásticas.[25]
- 1968 - Pensión de Pintura de la Fundación Juan March.[25]
- 1973 - Premio Carlos Pascual Lara.[25]
- 1974 - Segundo Premio en la Exposición Internacional de Pintura Femenina Madrid.[25]
- 1974 - Premio "Domenico Greco" en la Bienal del Tajo Toledo.[25]